# 아카데메이아 회의주의
아카데메이아 회의주의는 아르케실라오스가 아카데메이아의 수장이 된 때인 기원전 266년 경부터 안티오코스가 회의주의를 부정한 기원전 90년 경까지의 고대 플라톤주의의 회의주의 기간을 말한다. 개념은 진실하지 않으나 개연성의 정도와 행동을 가능하게 하는 믿음의 정도는 있다고 하였다. 이 학파는 스토아 학파와 진정한 지식으로 이끄는 카탈렙시스에 대한 믿음에 대한 공격으로 특징된다. 대표적인 철학자로는 아르케실라오스, 카르네아데스, 라리사의 필론이 있다.
기원전 266년 경 아르케실라오스는 아카데메이아의 수장이 되었고, 플라톤주의 중심 교의로 회의주의를 도입하였다. 회의주의 시기는 고대 저술가의 일부가 중기 아카데메이아와 같은 하위 분기를 삽입하지만 신 아카데메이아로 알려져 있다. 아카데메이아 회의주의는 진리 그 자체의 존재를 의심하지는 않은 것으로 보인다. 이들은 자신들의 교의의 실천적 경향에서 피론주의자의 원칙과 다르다. 피론주의자들이 완전한 평온에 도달하는 것이 목적인 반면, 아카데메이아 학파는 그들의 의심으로 인한 실천적 문제의 의해 피론주의자들보다는 덜 압도된 것으로 보인다. 아카데메이아 학파가 유지한 철학적 태도는 다른 학파, 특히 스토아 학파의 교조주의에 대한 부정적인 비판을 포함하였다. 그러나 이들은 고작 가능한 지침 속 도덕적 법칙의 흔적이 현자와 백치의 차이를 만든다는 것을 인정하였다. 이론적인 주장의 차이는 아카데메이아 회의주의와 피론주의 학파 사이에서 크게 나타니지 않지만, 이들의 삶을 비교하면 실천적인 중용이 아카데메이아 회의주의 학파의 특징이라는 결론에 이르게 된다.

## 같이 보기
- 개연론
- 과학적 회의주의